# 너는 착한 아이
《너는 착한 아이》(きみはいい子)는 나카와키 하츠에의 2012년 일본 소설이자 이를 원작으로한 오 미포 감독의 2015년 일본 영화이다. 2010년 발생한 오사카 아동 아사 사건을 계기로 집필한 아동 학대를 주제로 한 작품이다.
2012년 서점 대상에서 4위에 올랐다.

## 출연

### 주연
- 코라 켄고
- 오노 마치코

### 조연
- 이케와키 치즈루
- 다카하시 카즈야
- 키타 미치에
- 쿠로카와 메이
- 마츠시마 료타
- 카베 아몬
- 토미타 야스코
- 우치다 치카

## 기타
- 조감독: 마츠오 타카시
- 음향: 요시다 노리요시
- 미술: 이노우에 신페이
- 배역: 이시가키 미츠요

## 수상
- 2015 타마 영화상: 최우수작품상